# Monocerichthys
Monocerichthys scheuchzeri è una specie estinta di pesci ossei, appartenente ai picnodonti. I suoi fossili sono stati ritrovati in Libano, in terreni risalenti al Cretaceo superiore (Cenomaniano). 

## Descrizione
Questa specie presenta un prefrontale allungato che forma un breve rostro, leggermente sporgente rispetto alla mandibola inferiore, con una punta spinosa sulla parte anteriore. Il vomere è dotato di piccoli denti molariformi arrotondati, disposti in modo irregolare. Il frontale è corto e stretto, con una protuberanza mediana poco sviluppata. Alcune ossa craniche, come il dermosupraoccipitale, il parietale e il dermopterotico, sono più lunghe che alte e articolate con un grande supratemporale.
Una delle caratteristiche più distintive di Monocerichthys è il lungo corno nucale, con una base larga e un margine posteriore molto spinoso, che poggia su più ossa craniche, tra cui il dermosupraoccipitale e il posttemporale. Il dermosfenotico è ben sviluppato e triangolare. Il premascellare è lungo, largo, privo di denti e fuso dorsalmente con il prefrontale. Anche il mascellare è grande, triangolare e privo di denti. La mandibola è di piccole dimensioni.
Il preopercolo è molto sviluppato, di forma trapezoidale, e copre gran parte della guancia. L'opercolo è piccolo, con un bordo dorsale arrotondato e una punta ventrale acuminata. L'ipomandibolare è esposto solo in minima parte, risultando notevolmente più piccolo rispetto al preopercolo. La cintura pettorale è molto grande e strettamente associata al cranio, formando una sorta di cefalotorace. Il posttemporale è articolato con il supratemporale e il cleitro è fortemente sviluppato, con un lungo ramo ventrale e un grande processo posteriore. La pinna pettorale è dotata di una lunga spina articolata con il cleitro.
Il corpo è coperto da piccole scaglie sottili e irregolarmente sovrapposte. Sono assenti scudi lungo la cresta dorsale, ma è presente un grande scudo postcloacale al di sotto dell'osso postcoelomico. La pinna dorsale, situata a metà del dorso, è corta e composta da 13 pterigiofori, un piccolo raggio spinoso e 12 raggi segmentati. La pinna anale è molto corta. La pinna caudale ha un margine posteriore convesso ed è composta da 17 raggi principali, oltre a 6 raggi procorrenti dorsali e 7 ventrali.

## Classificazione
Le caratteristiche anatomiche di Monocerichthys scheuchzeri indicano la sua appartenenza alla famiglia Gladiopycnodontidae, un gruppo di picnodonti specializzati in ambienti marini poco profondi del Cretaceo.
Il nome generico deriva dal greco monokerôs (unicorno) e ichthys (pesce), in riferimento alla sua caratteristica principale. Il nome della specie è un tributo a Johann Jakob Scheuchzer (1672-1733), medico svizzero che fu il primo a illustrare un pesce fossile libanese nel suo libro Piscium Queralae et Vindiciae (1708).
L'olotipo, unico esemplare conosciuto, è catalogato come CLC S-413a, b ed è costituito da un esemplare completo, lungo 102 mm.
I resti fossili di Monocerichthys scheuchzeri provengono dai sedimenti marini del Cenomaniano superiore di Haqel, in Libano, un sito noto per la straordinaria conservazione dei suoi pesci fossili.